# Barrow upon Soar
Barrow upon Soar è un paese di 5 000 abitanti della contea del Leicestershire, in Inghilterra.